# Сорокоуст
Сорокоуст - щоденне молитовне поминання протягом сорока днів в деяких православних церквах.
Сорок літургій поспіль (кожну службу) на проскомидії вилучається частинка з просфори з поминанням імені живого або померлого (звідси можна замовляти сорокоуст за здоров'я і за упокій), і в кінці літургії з молитвою «Відмий, Господи, гріхи всіх тих, хто поминався тут» священик опускає цю частинку в Чашу з кров'ю Христовою. Так відбувається сорок разів протягом цієї ж кількості Божественних Літургій 
Сорокаденне поминання включає в себе як церковне, що здійснюється під час літургії, так і приватне домашнє. Церковне поминання відбувається під час проскомидії; за покійного християнина священнослужитель виймає частку просфори, при цьому кажучи: «Пом'яни, Господи, (вказується написане нами ім'я)». Приватне поминання в перші сорок днів після смерті складається з читання Псалтиря і відбувається зазвичай родичами, близькими до померлого людьми або спеціально найнятим християнином.

## Визначення
Число сорок - знаменне, часто зустрічається в Святому Письмі. Юдейський народ поневірявся в пустелі сорок років, пророк Мойсей постив сорок днів, Спаситель після Свого Хрещення провів в пустелі сорок днів, а після Свого Воскресіння і сорок день вчив апостолів таємниць Царства Божого. Православна Церква києворуської традиції встановила правило здійснювати поминання покійних протягом сорока днів (сорокоуст) і особливо на сороковий день. Протягом сорока днів душа покійного проходить випробування на поневіряння, а на сороковий день відбувається приватний суд. Передбачається, що як Христос переміг спокуси диявола, пробувши сорок днів у пості і молитві, так і свята Церква, приносячи протягом сорока днів молитви, милостині і безкровні жертви за покійним, допомагає їм силою Божою перемогти повітряного князя тьми і отримати Царство Небесне.
Сорокоуст у вигляді поминання на Літургії протягом сорока днів є тільки в православних церквах, що виводять традицію від Київської Русі, а також в Українській греко-католицькій церкві.

## Історія
У стародавній Русі в великих містах парафії ділилися на так звані «сороки» - аналоги сучасних благочинних округів. У кожній «сороці» було сорок церков, вважаючи всі бокові, які всі мали свої особливі причти, «боковими попами». В такій сороці відразу в один день можна було зробити весь сорокоуст, всі сорок літургій, відслуживши їх у всіх церквах даної сороки. За зауваженням історика церкви професора Євгена Голубинського (1834-1912), «сорокоуст власне означає служба в сорока церквах в день поминання» (3-й, 9-й, 40-й за смерті). (Голубинський Е., проф., Історія Російської Церкви, період другої, т. II)